# Fagner Ribeiro da Costa
Fagner Ribeiro da Costa (* 24. August 1990 in Salvador) ist ein ehemaliger brasilianischer Fußballspieler.

## Karriere
Fagner begann seine Karriere 2009 bei SC Corinthians Alagoano. Sommer 2009 wechselte er auf Leihbasis zum japanischen Erstligisten Montedio Yamagata. 2010 wechselte er zu Albirex Niigata. 2011 kehrte er zu Corinthians Alagoano zurück. 2013 wechselte er zu PSTC. Danach spielte er bei EC Comercial (MS) und EC Jacuipense.